# Монстри (серіал)
Монстри (англ. Monster) — американський біографічний кримінально-драматичний телесеріал-антологія, створений Раяном Мерфі та Ієном Бреннаном для Netflix. Мерфі та Бреннан обидва виступають шоураннерами. Серіал розповідає про життя «жахливих постатей», при цьому кожен сезон розповідає про іншого вбивцю чи вбивць.
Перший сезон, «Історія Джеффрі Дамера», присвячений серійному вбивці Джеффрі Дамеру (Еван Пітерс) і вийшов на Netflix 21 вересня 2022 року. Серіал спочатку задумувався як обмежений серіал, але був продовжений на другий і третій сезони в листопаді 2022 року. Другий сезон, «Історія Лайла й Еріка Менендесів», присвячений справі про вбивство, здійснене братами Менендес (Ніколас Александр Чавес у ролі Лайла Менендеса та Купер Кох у ролі Еріка Менендеса), випущений 19 вересня 2024 року. У вересні 2024 анонсовано, що третій сезон під назвою «Оригінальний монстр» буде зосереджений на вбивці Еді Ґейні (Чарлі Ганнем).
Перші два сезони отримали неоднозначні відгуки від критиків, але зрештою мали комерційний успіх, обидва посіли перше місце на Netflix за перший тиждень після виходу. «Історія Джеффрі Дамера» стала другим за кількістю переглядів англомовним серіалом Netflix за 28 днів і третім серіалом Netflix, який перевищив 1 мільярд годин переглядів за 60 днів. Він отримав чотири номінації на 80-й церемонії вручення премії «Золотий глобус» і шість номінацій на 75-й церемонії вручення премії «Еммі». Нісі Неш отримала премію «Еммі» за найкращу жіночу роль другого плану в обмеженому або антологічному серіалі чи фільмі за цей сезон.

## Актори та персонажі

### Історія Джеффрі Дамера
- Еван Пітерс — Джеффрі Дамер[1][2][3]

- Нік А. Фішер —  молодий Джеффрі

- Річард Дженкінс — Лайонел Дамер[en]

- Джош Браатен у ролі молодого Лайонела

- Моллі Рінгволд — Шарі Дамер
- Нісі Неш — Гленда Клівленд[4]
- Майкл Леренд[en] — Кетрін Дамер[5]

### Історія Лайла й Еріка Менендесів
- Хав'єр Бардем — Хосе Менендеса
- Хлоя Севіньї — Кітті Менендес
- Купер Кох — Ерік Менендес
- Ніколас Александр Чавес — Лайл Менендес[6]
- Арі Грейнор — Леслі Абрамсон[en]
- Натан Лейн — Домінік Данн[en]

### Оригінальний монстр
- Чарлі Ганнем — Ед Ґейн[7][8][9]
- Лорі Меткалф — Августа Ґейн[10]
- Том Голландер — Альфред Гічкок[10]
- Олівія Вільямс — Альма Ревілль[10]
- Сюзанна Сон

## Епізоди
| Сезон | Назва                                        | Епізоди | Епізоди | Оригінальний випуск | Оригінальний випуск |
| ----- | -------------------------------------------- | ------- | ------- | ------------------- | ------------------- |
| 1     | Дамер – Чудовисько: Історія Джеффрі Дамера   | 10      | 10      | 21 вересня 2022     | 21 вересня 2022     |
| 2     | Чудовиська: Історія Лайла й Еріка Менендесів | 9       | 9       | 19 вересня 2024     | 19 вересня 2024     |

### Сезон 1: Історія Джеффрі Дамера
| № серії (загалом) | № серії (в сезоні) | Назва серії                 | Режисер(и)     | Сценарист(и)                                          | Оригінальна дата виходу |
| ----------------- | ------------------ | --------------------------- | -------------- | ----------------------------------------------------- | ----------------------- |
| 1                 | 1                  | «Перший епізод»             | Карл Франклін  | Раян Мерфі й Іан Бреннан                              | 21 вересня 2022         |
| 2                 | 2                  | «Будь ласка, не йди»        | Клемент Вірго  | Раян Мерфі й Іан Бреннан                              | 21 вересня 2022         |
| 3                 | 3                  | «Зроби Дамера»              | Клемент Вірго  | Раян Мерфі й Іан Бреннан                              | 21 вересня 2022         |
| 4                 | 4                  | «Скринька гарного хлопчика» | Дженніфер Лінч | Раян Мерфі й Іан Бреннан                              | 21 вересня 2022         |
| 5                 | 5                  | «Кров на їхніх руках»       | Дженніфер Лінч | Іан Бреннан                                           | 21 вересня 2022         |
| 6                 | 6                  | «Мовчання»                  | Періс Берклі   | Девід Макміллан і Джанет Мок                          | 21 вересня 2022         |
| 7                 | 7                  | «Кассандра»                 | Дженніфер Лінч | Іан Бреннан, Джанет Мок і Девід Макміллан             | 21 вересня 2022         |
| 8                 | 8                  | «Лайонел»                   | Грегг Аракі    | Іан Бреннан і Девід Макміллан                         | 21 вересня 2022         |
| 9                 | 9                  | «Примара»                   | Дженніфер Лінч | Іан Бреннан, Девід Макміллан і Рейлі Сміт             | 21 вересня 2022         |
| 10                | 10                 | «Бог прощення, Бог помсти»  | Періс Берклі   | Іан Бреннан, Девід Макміллан, Рейлі Сміт, Тодд Кубрак | 21 вересня 2022         |

### Сезон 2: Історія Лайла й Еріка Менендесів
| № серії (загалом) | № серії (в сезоні) | Назва серії                | Режисер(и)      | Сценарист(и)                                           | Оригінальна дата виходу |
| ----------------- | ------------------ | -------------------------- | --------------- | ------------------------------------------------------ | ----------------------- |
| 11                | 1                  | «Винен дощ»                | Карл Франклін   | Раян Мерфі і Ієн Бреннан                               | 19 вересня 2024         |
| 12                | 2                  | «Грандіозні витрати»       | Карл Франклін   | Ієн Бреннан і Девід Макміллан                          | 19 вересня 2024         |
| 13                | 3                  | «Брате, у тебе є монетка?» | Періс Барклай   | Ієн Бреннан і Девід Макміллан                          | 19 вересня 2024         |
| 14                | 4                  | «Убий або вб’ють тебе»     | Періс Барклай   | Ієн Бреннан і Девід Макміллан                          | 19 вересня 2024         |
| 15                | 5                  | «Поранений»                | Майкл Аппендаль | Ієн Бреннан                                            | 19 вересня 2024         |
| 16                | 6                  | «Це ще не кінець»          | Макс Вінклер    | Раян Мерфі і Ієн Бреннан                               | 19 вересня 2024         |
| 17                | 7                  | «Шоу починається»          | Майкл Аппендаль | Девід Макміллан, Рейлі Сміт і Тодд Кубрак              | 19 вересня 2024         |
| 18                | 8                  | «Тектонічний зсув»         | Ієн Бреннан     | Ієн Бреннан                                            | 19 вересня 2024         |
| 19                | 9                  | «Шибениця»                 | Майкл Аппендаль | Девід Макміллан, Рейлі Сміт, Тодд Кубрак і Ієн Бреннан | 19 вересня 2024         |

## Виробництво

### Розробка
У 2018 році співавтор і співшоуранер Раян Мерфі підписав угоду з Netflix на 300 мільйонів доларів на створення оригінальних телешоу. 2 жовтня 2020 року було оголошено, що обмежений серіал, присвячений життю серійного вбивці Джеффрі Дамера, отримав зелене світло від Мерфі та одного з авторів Ієна Бреннана під назвою «Чудовисько: Історія Джеффрі Дамера». Щоб підготуватися до ролі, актор Еван Пітерс, який грає Дамера, як повідомляється, «залишався в … персонажі … протягом місяців».
7 листопада 2022 року Netflix оголосив, що серіал було оновлено як телесеріал-антологію, заснований на відомих засуджених вбивцях, які є «жахливими фігурами». Серіал складався з двох сезонів і був перейменований просто на «Монстри». 1 травня 2023 року Netflix оголосив, що другий сезон буде зосереджений на справі про вбивство братами Менендес і буде називатися «Чудовиська: Історія Лайла й Еріка Менендесів».
16 вересня 2024 року було оголошено, що третій сезон «Монстрів» буде зосереджений на засудженому вбивці та ймовірному серійному вбивці Еді Ґейні. Початок виробництва сезону запланований на жовтень 2024 року. 4 жовтня було підтверджено, що сезон буде називатися «Оригінальний монстр», досліджуючи життя Еда Ґейна як першого «серійного вбивці-знаменитості» і досліджуючи, як True crime перетворився на феномен поп-культури.

### Кастинг
2 жовтня 2020 року було оголошено, що Річард Дженкінс зіграє в першому сезоні Лайонела Дамера. 31 березня 2021 року було оголошено, що Майкл Леренд, Пітерс, Пенелопа Енн Міллер і Нісі Неш приєднаються до серіалу як Кетрін Дамер, Джеффрі Дамер, Джойс Дамер і Гленда Клівленд відповідно. Було оголошено, що Шон Дж. Браун і Колін Форд отримали нерозголошені ролі.
29 червня 2023 року «Deadline» повідомив, що Купер Кох і Ніколас Александр Чавес були обрані на ролі Еріка та Лайла Менендесів відповідно для другого сезону. 15 січня 2024 року було оголошено, що Хав'єр Бардем і Хлоя Севіньї приєдналися до акторського складу в ролях Хосе і Кітті відповідно. Того ж дня Натан Лейн отримав роль Домініка Данна. 1 лютого 2024 року Арі Грейнор приєдналася як Леслі Абрамсон. Леслі Гроссман була додана того ж місяця, у ролі Джудалон Сміт.
16 вересня 2024 року було оголошено, що Чарлі Ганнема обрано на роль Ґейна для третього сезону. Раніше, в першому сезоні, Ґейна зображував Шейн Кервін.

### Зйомки
Основні зйомки першого сезону проходили в Лос-Анджелесі, Каліфорнія, а також у Сан-Педро та Альтадені.
Виробництво другого сезону спочатку було призначено на вересень 2023 року, але було відкладено через страйки SAG-AFTRA та WAG. Основні зйомки розпочалися в березні 2024 року і були завершені в липні 2024 року, також у Лос-Анджелесі.

### Саундтрек
Саундтрек до першого сезону створили та виконали Нік Кейв та Уоррен Елліс. Альбом із саундтреками був випущений того ж дня, що й серіал. Джулія і Томас Ньюман створили саундтрек для другого сезону. Офіційний альбом із саундтреками було випущено на різних потокових платформах 13 вересня 2024 року, до виходу сезону.

## Реліз
Перший сезон, «Дамер – Чудовисько: Історія Джеффрі Дамера», вийшов 21 вересня 2022 року. Другий сезон, «Чудовиська: Історія Лайла й Еріка Менендесів», вийшов 19 вересня 2024 року.

## Сприйняття

### Глядацька аудиторія
Серіал піднявся на перше місце на Netflix за перший тиждень після виходу першого сезону. На другий тиждень після випуску Netflix оголосив, що Дамер став дев'ятим за популярністю англомовним телешоу всіх часів, з 56 мільйонами домогосподарств, які переглянули всі 10 епізодів. Сезон залишався номером один протягом кількох тижнів і став другим за кількістю переглядів англомовним серіалом Netflix усіх часів і четвертим за кількістю переглядів серед усіх мов із 701,37 мільйонами годин переглядів за 21 день. За 60 днів він став третім серіалом Netflix, який набрав 1 мільярд переглядів. Дамер дебютував під номером один у чарті Nielsen Top 10 потокового передавання, зібравши понад 3,6 мільярда хвилин перегляду за тиждень з 19 по 25 вересня, помістивши його на 10-е місце в списку глядачів за один тиждень. Наступного тижня він підскочив до № 7 у списку за весь час із 4,4 мільярдами переглядів. Сезон очолив стрім-чарт Nielsen третій тиждень поспіль із 2,3 мільярдами хвилин перегляду.
Згідно з новими потоковими показниками Netflix, другий сезон дебютував на першому місці на платформі в усьому світі, зібравши 12,3 мільйона переглядів (або 97,5 мільйонів годин перегляду) лише за чотири дні після випуску. На другому тижні серіал залишався найпопулярнішим серіалом на Netflix, набравши 19,5 мільйонів переглядів (або 153,8 мільйонів годин перегляду).

### Критика
Веб-сайт агрегатора рецензій Rotten Tomatoes повідомив про 57 % схвалення першого сезону із середнім рейтингом 6,3/10 на основі 30 відгуків критиків. Консенсус критиків веб-сайту стверджує: «Хоча серіал, здається, сам усвідомлює небезпеку прославлення Джеффрі Дамера, непристойний стиль творця Раяна Мерфі все ж схиляє цю історію жахів у сферу нудотної експлуатації». Metacritic, використовуючи середньозважене значення, отримав оцінку 46 зі 100 на основі 9 критиків, вказуючи на «змішані або посередні відгуки».
Щодо другого сезону, веб-сайт агрегатора рецензій Rotten Tomatoes повідомив про 45 % схвалення із середнім рейтингом 5,0/10 на основі 29 відгуків критиків. Консенсус критиків веб-сайту стверджує: «Гарно зіграні, але відволікаюче огидні, Монстри залишають у глядачів почуття провини без достатнього задоволення, щоб компенсувати це». Metacritic, який використовує середньозважену оцінку, присвоїв 47 із 100 на основі оцінки 12 критиків, вказуючи на «змішані або посередні» відгуки. Сезон отримав неоднозначні відгуки від критиків, які високо оцінювали гру, музику та загальну якість виробництва, але критикували його тривалість, непослідовний тон та інцестуальне зображення братів Менендес.

### Нагороди і номінації
| Нагорода                             | Дата церемонії                              | Категорія | Одержувач(І) | Результат | Прим.         |
| ------------------------------------ | ------------------------------------------- | --- | --- | --------- | ------------- |
| Hollywood Music in Media Awards      | 16 листопада 2022                           | Нагорода «Голлівудська музика в медіа» за найкращий музичний супровід – телебачення                                                                        | Аманда Крейг Томас | Номінація | [ 48 ]        |
| «Вибір народу»                       | 6 грудня 2022                               | The Bingeworthy Show of 2022 | Дамер — Чудовисько: Історія Джеффрі Дамера | Перемога  | [ 49 ]        |
| Золотий глобус                       | 10 січня 2023                               | Найкращий мінісеріал або телефільм | Дамер — Чудовисько: Історія Джеффрі Дамера | Номінація | [ 50 ]        |
| Золотий глобус                       | 10 січня 2023                               | Найкраща чоловіча роль мінісеріалу або телефільму | Еван Пітерс | Перемога  | [ 50 ]        |
| Золотий глобус                       | 10 січня 2023                               | Найкраща жіноча роль другого плану серіалу, мінісеріалу або телефільму                                                                                     | Нісі Неш | Номінація | [ 50 ]        |
| Золотий глобус                       | 10 січня 2023                               | Найкраща чоловіча роль другого плану серіалу, мінісеріалу або телефільму                                                                                   | Річард Дженкінс | Номінація | [ 50 ]        |
| Вибір телевізійних критиків          | 15 січня 2023                               | Найкраща жіночу роль другого плану у фільмі/міні-серіалі                                                                                                   | Нісі Неш | Перемога  | [ 51 ]        |
| Премія Гільдії продюсерів Америки    | 25 лютого 2023                              | Найкращий обмежений телесеріал | Раян Мерфі, Ієн Бреннан, Алексіс Мартін Вудалл, Ерік Ковтун, Еван Пітерс, Джанет Мок, Скотт Робертсон, Сара Стельваген, Танасе Попа, Девід Макміллан, Тод Неннінгер, Лу Айрік, Тодд Кубрак, Рейлі Сміт, Реджіс Кімбл, Річард Дженкінс і Метью Харт | Номінація | [ 52 ]        |
| NAACP Image Award                    | NAACP Image Award (54-а церемонія вручення) | Найкраща актриса в телефільмі, міні-серіалі або спеціальному драматичному фільміOutstanding Actress in a Television Movie, Mini-Series or Dramatic Special | Нісі Неш | Перемога  | [ 53 ]        |
| Премія Гільдії кіноакторів           | 26 лютого 2023                              | Найкраща чоловіча роль у телефільмі або мінісеріалі | Еван Пітерс | Номінація | [ 54 ]        |
| Премія Гільдії кіноакторів           | 26 лютого 2023                              | Найкраща жіноча роль в міні-серіалі або телефільміOutstanding Performance by a Female Actor in a Miniseries or Television Movie                            | Нісі Неш | Номінація | [ 54 ]        |
| Супутник                             | 3 березня 2023                              | Премія «Супутник» за найкращий міні-серіал | Дамер — Чудовисько: Історія Джеффрі Дамера | Номінація | [ 55 ] [ 56 ] |
| Супутник                             | 3 березня 2023                              | Найкраща чоловіча роль – міні-серіал або телефільм | Еван Пітерс | Перемога  | [ 55 ] [ 56 ] |
| Супутник                             | 3 березня 2023                              | Найкраща чоловіча роль другого плану – серіал, міні-серіал або телефільм                                                                                   | Річард Дженкінс | Номінація | [ 55 ] [ 56 ] |
| Нагороди Cinema Audio Society Awards | 4 березня 2023                              | Видатні досягнення в мікшуванні звуку для телевізійних фільмів або обмежених серіалів                                                                      | Аманда Беггс, Лора Віст, Джо Барнетт, Джеймі Хардт, Джуда Гетц і Джейкоб Макнотон (за епізод "Лайонел") | Номінація | [ 57 ]        |
| Суперпремія «Вибір критиків»         | 16 березня 2023                             | Найкращий серіал жахів | Дамер — Чудовисько: Історія Джеффрі Дамера | Номінація | [ 58 ] [ 59 ] |
| Суперпремія «Вибір критиків»         | 16 березня 2023                             | Найкращий актор у серіалі жахів, обмеженому серіалі або телевізійному фільмі                                                                               | Еван Пітерс | Перемога  | [ 58 ] [ 59 ] |
| Суперпремія «Вибір критиків»         | 16 березня 2023                             | Найкраща актриса в серіалі жахів, обмеженому серіалі або телевізійному фільмі                                                                              | Нісі Неш | Номінація | [ 58 ] [ 59 ] |
| Премія БАФТА у телебаченні           | 14 травня 2023May 14, 2023                  | Найкраща міжнародна програма | Раян Мерфі, Ієн Бреннан, Алексіс Мартін Вудалл, Девід Макміллан, Рейлі Сміт, Карл Франклін | Перемога  | [ 60 ]        |
| Прайм-тайм премія «Еммі»             | 6–7 січня 2024January 6–7, 2024             | Найкращий кастинг для обмеженого або антологічного серіалу чи фільму                                                                                       | Роберт Дж. Ульріх, Ерік Доусон, Керол Кріцер | Номінація | [ 61 ]        |
| Прайм-тайм премія «Еммі»             | 6–7 січня 2024January 6–7, 2024             | Видатний період і/або зачіска персонажів | Шей Санфорд-Фонг, Меггі Хейс Джексон, Майкл С. Уорд, Гавана Пратт (за "Лайонел") | Номінація | [ 61 ]        |
| Прайм-тайм премія «Еммі»             | 6–7 січня 2024January 6–7, 2024             | Видатний макіяж (без протезів) | Джіджі Вільямс, Мішель Одріна Кім (за «Перший епізод») | Номінація | [ 61 ]        |
| Прайм-тайм премія «Еммі»             | 6–7 січня 2024January 6–7, 2024             | Видатні костюми епохи | Руді Менс, Моніка Чемберлен, Дезмонд Сміт, Сьюзі Фрімен (за «Будь ласка, не йди») | Номінація | [ 61 ]        |
| Прайм-тайм премія «Еммі»             | 6–7 січня 2024January 6–7, 2024             | Видатний монтаж зображень для обмеженого або антологічного серіалу або фільму                                                                              | Стефані Філо (за «Скринька гарного хлопчика») | Номінація | [ 61 ]        |
| Прайм-тайм премія «Еммі»             | 6–7 січня 2024January 6–7, 2024             | Видатний звуковий монтаж для обмеженого або антологічного серіалу, фільму чи спеціального фільму                                                           | Гарі Мегрегіан, Борха Сау, Брюс Таніс, Девід Клотц, Сем Муньос, Ноель Воут (за «Бог прощення, Бог помсти») | Номінація | [ 61 ]        |
| Прайм-тайм премія «Еммі»             | 6–7 січня 2024January 6–7, 2024             | Видатне мікшування звуку для обмеженого або антологічного серіалу чи фільму                                                                                | Лаура Віст, Джеймі Хардт, Джо Барнетт, Аманда Беггс (за «Лайонел») | Номінація | [ 61 ]        |
| Astra TV Awards                      | 8 січня 2024                                | Кращий потоковий обмежений або антологічний серіал | Дамер — Чудовисько: Історія Джеффрі Дамера | Номінація | [ 62 ] [ 63 ] |
| Astra TV Awards                      | 8 січня 2024                                | Найкращий актор у обмеженому стрімінговому серіалі або серіалі-антології чи фільм                                                                          | Еван Пітерс | Перемога  | [ 62 ] [ 63 ] |
| Astra TV Awards                      | 8 січня 2024                                | Кращий актор другого плану у обмеженому стрімінговому серіалі або серіалі-антології чи фільм                                                               | Кіран Тамондонг | Номінація | [ 62 ] [ 63 ] |
| Astra TV Awards                      | 8 січня 2024                                | Кращий актор другого плану у обмеженому стрімінговому серіалі або серіалі-антології чи фільм                                                               | Річард Дженкінс | Номінація | [ 62 ] [ 63 ] |
| Astra TV Awards                      | 8 січня 2024                                | Найкраща актриса другого плану у обмеженому стрімінговому серіалі або серіалі-антології чи фільм                                                           | Нісі Неш | Перемога  | [ 62 ] [ 63 ] |
| Astra TV Awards                      | 8 січня 2024                                | Краща режисура у обмеженому стрімінговому серіалі або серіалі-антології чи фільм                                                                           | Періс Барклай (за «Бог прощення, Бог помсти») | Номінація | [ 62 ] [ 63 ] |
| Astra Creative Arts TV Awards        | 8 січня 2024                                | Найкращий кастинг у обмеженому серіалі або телефільмі | Дамер — Чудовисько: Історія Джеффрі Дамера | Номінація | [ 64 ]        |
| Прайм-тайм премія «Еммі»             | 15 січня 2024                               | Найкращий мінісеріал або серіал-антологія | Раян Мерфі, Ієн Бреннан, Алексіс Мартін Вудалл, Ерік Ковтун, Еван Пітерс, Джанет Мок, Скотт Робертсон, Сара Стельваген, Танасе Попа, Девід Макміллан, Тод Неннінгер, Лу Айрік, Тодд Кубрак, Рейлі Сміт, Реджис Кімбл, Річард Дженкінс і Метью Харт | Номінація | [ 61 ]        |
| Прайм-тайм премія «Еммі»             | 15 січня 2024                               | Найкраща чоловіча роль у мінісеріалі або серіалі-антології, або телефільмі                                                                                 | Еван Пітерс | Номінація | [ 61 ]        |
| Прайм-тайм премія «Еммі»             | 15 січня 2024                               | Найкраща чоловіча роль другого плану в мінісеріалі або серіалі-антології, або телефільмі                                                                   | Річард Дженкінс | Номінація | [ 61 ]        |
| Прайм-тайм премія «Еммі»             | 15 січня 2024                               | Найкраща жіноча роль другого плану в обмеженому або антологічному серіалі чи фільмі                                                                        | Нісі Неш | Перемога  | [ 61 ]        |
| Прайм-тайм премія «Еммі»             | 15 січня 2024                               | Видатна режисура обмеженого або антологічного серіалу чи фільму                                                                                            | Карл Франклін (за «Перший епізод») | Номінація | [ 61 ]        |
| Прайм-тайм премія «Еммі»             | 15 січня 2024                               | Видатна режисура обмеженого або антологічного серіалу чи фільму                                                                                            | Періс Барклай (за «Мовчання») | Номінація | [ 61 ]        |

## Скандали
23 вересня 2022 року Netflix видалив тег «LGBTQ» першого сезону після негативної реакції в соціальних мережах. Сезон також викликав негативну реакцію з боку сімей жертв Дамера, які звинуватили Netflix у наживанні на їхньому травматичному досвіді та «повторному травмуванні [сімей] знову». Асистент продюсера Кім Алсуп стверджував, що на знімальному майданчику з ним погано поводились за расовою ознакою.
Ерік Менендес опублікував заяву, в якій засудив другий сезон, стверджуючи: «Я вважав, що ми вийшли за межі брехні та руйнівного зображення персонажа Лайла, створивши карикатуру на Лайла, яка ґрунтується на жахливій і відвертій брехні, яка поширена в шоу». Менендес назвав зображення його та Лайла «невтішним наклепом». Він також кинув виклик творцю серіалу та співавтору Раяну Мерфі, заявивши: «[він] не може бути настільки наївним і неточним щодо фактів нашого життя, щоб робити це без поганих намірів». Другий сезон також викликав негативну реакцію через інцестуальне зображення братів Менендес. Глядачі також звинуватили його в сенсаціонуванні жорстокого поводження над братами і перетворенні його на «фіктивні інцестуальні стосунки». Експерт у судовому процесі та журналіст Роберт Ренд, автор книги «Вбивства Менендесів», назвав закиди в інцесті «фантазією» та зазначив, що не було достовірних доказів на підтримку таких тверджень. Він пояснив, що хоча деякі чутки поширювалися під час суду, вони були безпідставними, і серіал спотворював стосунки братів для драматичного ефекту.